# Spital (Hohenwart)

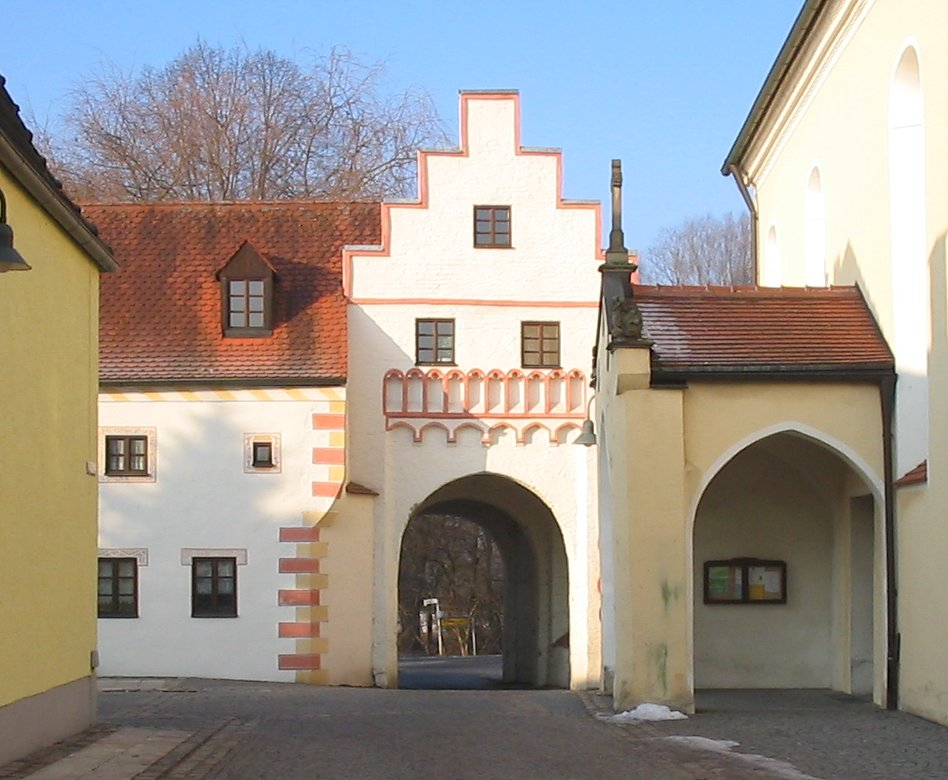
Markttor und links anschließend das Spital in Hohenwart (rechts die Kirche Mariä Verkündigung)

Das ehemalige Spital (auch als Siechenhaus bezeichnet) in Hohenwart, einer Marktgemeinde im oberbayerischen Landkreis Pfaffenhofen an der Ilm, wurde im Kern 1531 errichtet. Das Spital an der Kirchstraße 9, direkt an das Markttor anschließend, gehört zu den geschützten Baudenkmälern in Bayern.
Der zweigeschossige, traufseitige Satteldachbau mit Eckrustika und rekonstruierter Fassadenmalerei wird auf einer Stiftungstafel mit den Jahren 1531 und 1835 bezeichnet. 
Das renovierte Gebäude wird als Wohnhaus genutzt.